# Niedokrwistość sierpowatokrwinkowa

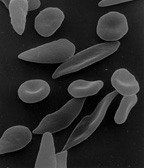
Obraz w mikroskopie elektronowym erytrocytów pacjenta z niedokrwistością sierpowatą.

Niedokrwistość sierpowata, anemia sierpowata (łac. anaemia drepanocytica, ang. sickle cell anemia) – rodzaj wrodzonej niedokrwistości spowodowanej nieprawidłową budową hemoglobiny. Mutacja punktowa w genie łańcucha β (HBB) hemoglobiny powoduje zmianę pojedynczego aminokwasu w sekwencji białka (z kwasu glutaminowego na walinę, w pozycji 6 od końca NH2). Hemoglobinę z tak zmienioną, nieprawidłową strukturą I-rzędową określa się jako hemoglobinę S (HbS) w przeciwieństwie do normalnej, występującej u dorosłych hemoglobiny A (HbA). Hemoglobina S charakteryzuje się zmienionymi w porównaniu z hemoglobiną A własnościami fizykochemicznymi.
Chorobę dziedziczy się w sposób autosomalny (nie jest sprzężona z płcią) recesywny, z allelem kodominującym. Ten rodzaj dziedziczenia polega na tym, że nosiciele tylko jednej kopii wadliwego genu (heterozygoty) w normalnych warunkach nie mają objawów klinicznych, jednak ich erytrocyty zawierają około 40% HbS.
Heterozygoty są również w dużym stopniu odporne na malarię. Zjawisko takie nazywa się przewagą heterozygot lub naddominacją. Naddominacja powoduje, że na terenach występowania malarii mutacja powodująca anemię sierpowatą utrzymuje się w populacji.

## Patomechanizm
Hemoglobina S ma niższe powinowactwo do tlenu, a przy niskich stężeniach tlenu polimeryzuje. Powoduje to, że erytrocyty (w tym przypadku nazywane drepanocytami) przyjmują sierpowaty kształt (stąd pochodzi nazwa tej anemii). Następstwem takiej zmiany erytrocytów jest ich skłonność do rozpadu, czyli do hemolizy (o hemolizie mówimy zwykle, gdy rozpada się wiele erytrocytów, często znaczna ich część, np. 50% i gdy jest to zjawisko chorobowe, o hemolizie można także mówić wtedy, gdy erytrocyty w próbce krwi ulegną rozpadowi).

## Występowanie
Ten typ anemii jest przede wszystkim rozpowszechniony w środkowej i zachodniej Afryce, sporadycznie jest spotykany w rejonie Morza Śródziemnego.
Choroba ta występuje najczęściej u Mulatów i osób rasy czarnej, mutacja rzadko występuje u rasy białej (1/600000 urodzeń). Częstotliwość występowania u rasy czarnej to 1/625.
Schorzenie to można rozpoznać około 3 miesiące po urodzeniu, na podstawie mikroskopowego badania krwinek czerwonych oraz chemicznego badania hemoglobiny.

## Leczenie
Obecnie terapia genowa stanowi jedyną możliwość leczenia przyczynowego anemii sierpowatokrwinkowej. Eksagamlogen autotemcel (Casgevy) to lek, oparty na technologii CRISPR/Cas9, która pozwala na zahamowanie działania genu BCL11A poprzez jego selektywną modyfikację przy użyciu specjalnie przygotowanego przeszczepu autologicznego komórek macierzystych szpiku i komórek progenitorowych zmienionych ex vivo. Gen ten odpowiada za zmniejszanie wydzielanie hemoglobiny płodowej (F), która ma większe powinowactwo do tlenu w porównaniu do patologicznej hemoglobiny S.
Ponadto, stosuje się terapie modyfikujące przebieg choroby z użyciem:
- hydroksykarbamidu (hydroksymocznika) wywołującego wytwarzanie hemoglobiny F u dzieci i dorosłych[4]
- krizanlizumabu (Adakevo) – przeciwciała monoklonalnego wiążącego się z P-selektyną obecną na płytkach krwi, która związana jest z występowaniem epizodów naczyniowo-okluzyjnych (ang. vaso-occlusive crises)[5]

W przeszłości stosowano także wokselotor (Oxbryta) – lek modyfikujący powinowactwo hemoglobiny do tlenu. Jednakże z dniem 26 września 2024 lek ten wycofano, ze względu na brak faktycznych zmian w występowaniu epizodów naczyniowo-okluzyjnych.
W leczeniu objawowym stosuje się:
- leki przeciwbólowe – w ciężkich atakach stosuje się opioidy[7]
- przetaczanie krwi – zapobieganie niedokrwistości i powikłaniom
- profilaktyczna antybiotykoterapia i szczepienia przeciwko bakteriom Streptococcus pneumoniae, Haemophilus influenzae typu B i Neisseria meningitidis oraz przeciw WZW typu B i grypie[8]
- przeszczep szpiku kostnego[9]

## Klasyfikacja ICD10
| kod ICD10     | nazwa choroby                                                |
| ------------- | ------------------------------------------------------------ |
| ICD-10: D57   | Niedokrwistość sierpowatokrwinkowa                           |
| ICD-10: D57.0 | Niedokrwistość sierpowatokrwinkowa z przełomem               |
| ICD-10: D57.1 | Niedokrwistość sierpowatokrwinkowa bez przełomu              |
| ICD-10: D57.2 | Podwójna heterozygota w połączeniu z sierpowatokrwinkowością |
| ICD-10: D57.3 | Cecha sierpowatokrwinkowości                                 |
| ICD-10: D57.8 | Inne sierpowatokrwinkowości                                  |